# رؤية ليبيا 2030
رؤية ليبيا 2030 هي استراتيجية وطنية أطلقها الجهاز الوطني للتنمية في ليبيا، تهدف إلى تعزيز التنمية المستدامة وتنويع الاقتصاد الليبي بعيدًا عن الاعتماد على النفط. 

## الإطلاق
أعلنت الرؤية رسميًا في 25 مايو 2025 بالعاصمة البريطانية لندن،  خلال مراسم حضرها المدير التنفيذي للجهاز الوطني للتنمية محمود الفرجاني وعدد من رجال الأعمال وبرلمانيون وأعضاء من مجلس اللوردات. 

## الأهداف الأساسية
تركّز خطة رؤية ليبيا 2030 على المحاور التالية:
- بناء وتحديث البنية التحتية: تشمل إنشاء شبكة طرق استراتيجية بطول 1000 كلم، وتحديث شبكات المياه، ومشروع تطوير مطار بنغازي الدولي المتوقع الانتهاء منه في 2026. [5][6]

- تنويع الاقتصاد: من خلال دعم مشاريع قطاعات الزراعة، الصناعة، الخدمات اللوجستية، ومن أشهرها المنطقة الحرة سرت. [7]

- تحسين مقومات الحياة: عبر تنفيذ مشاريع للطاقة الشمسية، وتطبيق حلول متقدمة للصرف الصحي، وتطوير المرافق العامة والخدمات الصحية والتعليمية. [8][9]

## الإنجازات حتى منتصف 2025
تم إنجاز أكثر من 360 مشروعًا بنيويًا، مع تنفيذ 30 مشروعًا إضافيًا حاليًا، و10 مشاريع أخرى في طور التخطيط، مما يعكس تركيزًا على التنفيذ السريع. 